# Ліццанелло
Ліццанелло (італ. Lizzanello, сиц. Lizzanieddhru) — муніципалітет в Італії, у регіоні Апулія,  провінція Лечче.
Ліццанелло розташоване на відстані близько 520 км на схід від Рима, 150 км на південний схід від Барі, 8 км на південний схід від Лечче.
Населення — 11 806 осіб (2014).

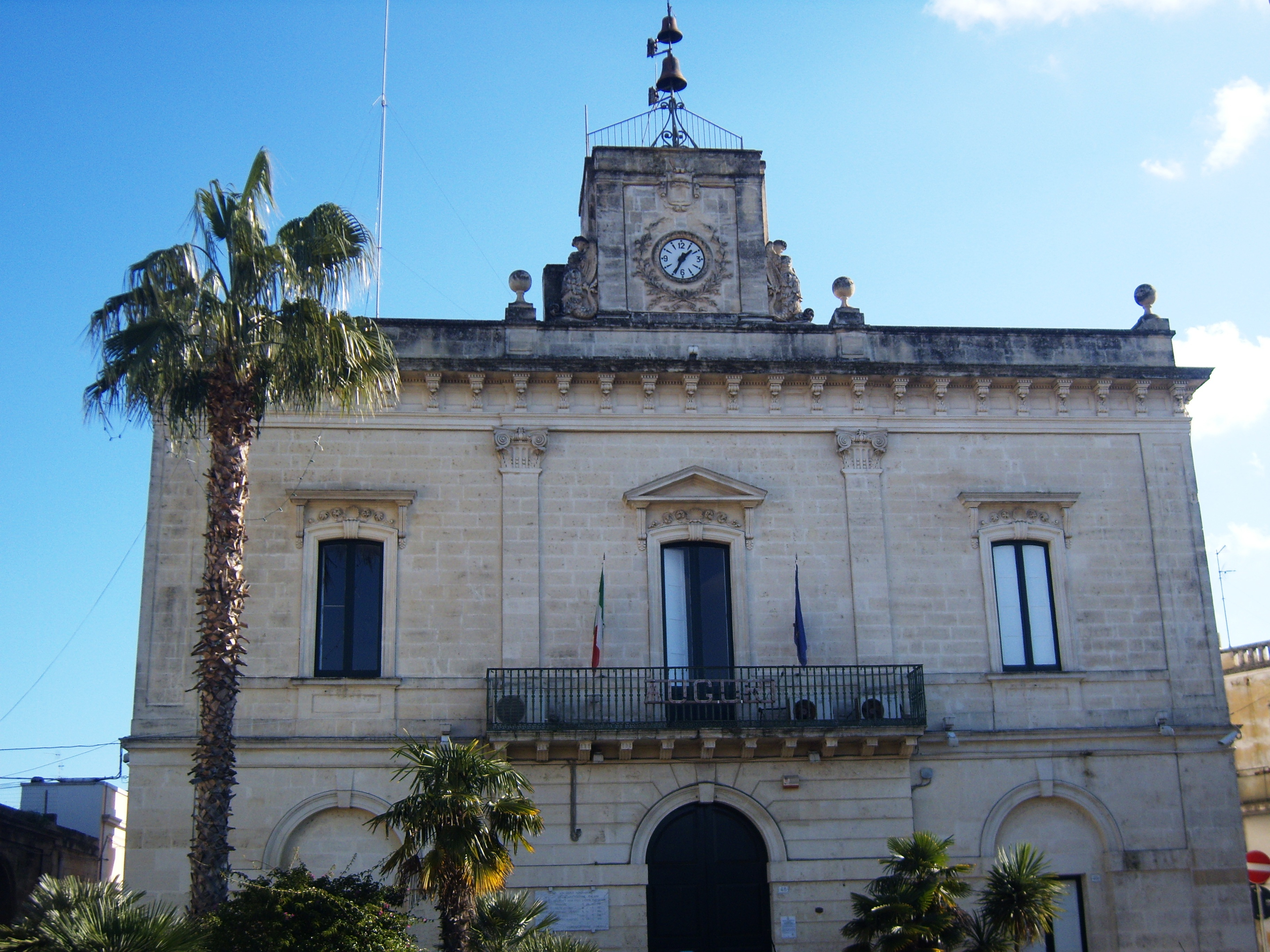

Щорічний фестиваль відбувається 10 серпня. Покровитель — святий мученик Лаврентій.

## Демографія
Населення за роками:

Станом на 1 січня 2023 року в муніципалітеті офіційно проживали 324 іноземці з 45 країн, серед них 70 громадян країн Євросоюзу та 7 громадян України.

## Сусідні муніципалітети
- Капрарика-ді-Лечче
- Кастрі-ді-Лечче
- Кавалліно
- Лечче
- Верноле